# Hans Rudolf Berndorff
Hans Rudolf Berndorff (* 20. September 1895 in Köln; † Dezember 1963 in Hamburg) war ein deutscher Journalist und Schriftsteller.

## Leben und Wirken
Berndorff war der Sohn des Magistrats Hans Berndorff und der Marie Hartzheim geboren. Nach dem Schulbesuch in Düsseldorf gehörte Berndorff der preußischen Armee an, in der er es bis zum Offizier brachte. Nach dem Ersten Weltkrieg gehörte Berndorff kurzzeitig einem Freikorps an. Anschließend begann er als Journalist zu arbeiten: ab 1925 war er Chefreporter für verschiedene Publikationen des Ullstein Verlages. Zu dieser Zeit wurde er mit Artikelserien über Schiffsuntergänge, Kriminalfälle, Weltreisen und Expeditionen bekannt.
In der Zeit des Nationalsozialismus war Berndorff, Lu Seegers zufolge, „als Autor wohlgelitten“. 1933 gehörte er der SS an, 1939 offenbar nicht mehr. Zwischen 1933 und 1940 veröffentlichte er unter den Pseudonymen Rudolf van Wehrt und Hans Rudolf allein in der Berliner Illustrirten Zeitung (BIZ) 19 Romane und Tatsachenberichte. Hinzu kamen zahlreiche Buchveröffentlichungen.
In den 1950er Jahren verfasste Berndorff zahlreiche weitere Romane sowie Biographien und Schriften zur jüngeren Zeitgeschichte. Als Ghostwriter schrieb er zudem vorgebliche „Autobiographien“ für Persönlichkeiten wie den Chirurgen Ferdinand Sauerbruch und den Bankier Hjalmar Schacht. Die Authentizität der ersteren wurde später von dem Sauerbruch-Schüler Rudolf Nissen grundsätzlich bestritten.
Während der Zeit des Nationalsozialismus betätigte Berndorff sich außerdem als Drehbuchautor. So verfasste er beispielsweise mit Regisseur Hans Steinhoff das Drehbuch für den Hans-Albers-Film Shiva und die Galgenblume, der zu Kriegsende zu 3/4 abgedreht war und unvollendet blieb. Er wurde 1993 in einer rekonstruierten Fassung aufgeführt.

## Beurteilung
„Als Exempel für die beruflichen Kontinuitäten im Feld des Unterhaltungsjournalismus und die Polyvalenz unterhaltend-literarischer Stoffe in verschiedenen politischen Systemen sei der berufliche Werdegang des Journalisten und Schriftstellers Hans-Rudolf Berndorff genannt, der ab 1948 mehrere Romane in HÖR ZU! veröffentlichte. Berndorff, Jahrgang 1895, hatte nach einer Ausbildung in Schauspielregie und -dramaturgie ab 1925 als Chefreporter für verschiedene Publikationen des Ullstein-Verlags gearbeitet und war mit Artikelserien über Schiffsuntergänge, Kriminalfälle, Weltreisen und Expeditionen bekannt geworden. Während des Nationalsozialismus war der aktive Kriegsteilnehmer und ehemalige Freikorpskämpfer, seit 1933 Mitglied einer SS-Standarte, als Autor wohlgelitten. Zwischen 1933 und 1940 veröffentlichte er unter seinem Namen sowie unter den Pseudonymen Rudolf van Wehrt und Hans Rudolf allein in der BIZ 19 Romane und Tatsachenberichte, die allesamt im Ullstein- bzw. Deutschen Verlag als Bücher erschienen. Auch im Zweiten Weltkrieg mochte Goebbels auf Berndorffs populäre Unterhaltungsstoffe nicht verzichten. Seine Werke galten als „kriegswichtig“, und das Propagandaministerium bemühte sich, dem Buch- und mittlerweile Filmautor Berndorff bis 1945 optimale Arbeitsbedingungen zu gewährleisten. Nach dem Zweiten Weltkrieg konnte Berndorff seine Karriere trotz seiner Mitgliedschaft bei der SS bruchlos fortsetzen. Der für den Aufbau der Nachrichtenagentur „German News Service“ zuständige konservative britische Presseoffizier Sefton Delmer schleuste Berndorff, dessen frühere Berliner Reportagen er schätzte, durch den „Fragebogen-Schlamassel“, so dass dieser als Reporter des Nachrichtendienstes und darüber hinaus als Korrespondent für den „Manchester Guardian“ arbeiten konnte. Für Eduard Rhein schien die Tatsache, dass Berndorff während des Dritten Reichs seine größten Erfolge gefeiert hatte, kein Hinderungsgrund gewesen zu sein, den von ihm hochgeschätzten Schriftsteller für HÖR ZU! zu gewinnen. Im Gegenteil: Der Chefredakteur kalkulierte die bestehende Popularität Berndorffs bewusst ein, um dessen Romane anzupreisen: „Auch Sie erinnern sich gewiß seiner aufsehenerregenden Romane und Tatsachenberichte in der alten Berliner Illustrirten Zeitung.“ Die Arbeiten von Berndorff erfreuten sich solcher Beliebtheit, dass Rhein Anfang der fünfziger Jahre mehrmals Werke des ehemaligen BIZ-Autors exklusiv präsentierte.“

## Werke
- Spionage! Dieck & Co., Stuttgart 1929.
- Diplomatische Unterwelt. Dieck & Co., 1930.
- Dr. Schall jagt nach Gift : nach d. Berichten d. Dr. Kurt Schall, Ullstein Verlag Berlin 1930.
- Sie rüsten! Dieck & Co., Stuttgart 1931.
- Was ist das für ein Mensch! : das Rätsel Matuschka, seine Verbrechen u. s. Doppelleben Dieck & Co. Verlag, Stuttgart 1931.
- Der Reiter am Kreuzweg. Nach Motiven des Romans „Der Großkophta“ (Denkwürdigkeiten eines Arztes) von Alexander Dumas. Dieck & Co., Stuttgart 1931. [vgl. Memoiren eines Arztes]
- Und du mein Schatz fährst mit – Roman einer Schauspielerin. Ullstein, Berlin 1936.
- Du spielst gefährlich, weiße Frau. Ullstein, Berlin 1938.
- Liebe am Jüngsten Tag. Roman. Deutscher Verlag, Berlin 1941.
- Das Mädchen aus dem Jenseits. Spiegel Verlag, Berlin 1943.
- Shiva und die Galgenblume. Hermann Hillger Verlag, Berlin 1943.
- Paranon. Möhlich, Hamburg 1949. (ursprünglich in Hörzu Nr. 37 bis 49/1948)
- Brich das Gesetz. Roman einer tödlichen Leidenschaft. In: Hörzu, Nr. 46/1949 bis 2/1950
- General zwischen Ost und West. Aus den Geheimnissen der Deutschen Republik, Hoffmann und Campe, 1950.
- (mit) Ferdinand Sauerbruch: Das war mein Leben. Kindler & Schiermeyer, Bad Wörishofen 1951.
- Stelldichein mit dem Tode. Eine vergessene Episode aus dem Leben Sauerbruchs. In: Ferdinand Sauerbruch: Das war mein Leben. (1951) Lizenzausgabe Bertelsmann, München 1956, S. 439–456.
- Ein Leben für die Chirurgie. Nachruf auf Ferdinand Sauerbruch. In: Ferdinand Sauerbruch: Das war mein Leben. (1951) Lizenzausgabe Bertelsmann, München 1956, S. 456–478.
- Venus auf der Waage. Ein Schicksal im Zwielicht der Sterne. In: Hörzu, Nr. 50/1951 bis 11/1952.
- zusammen mit Richard Tüngel: Auf dem Bauche sollst du kriechen ... Deutschland unter den Besatzungsmächten. Wegner, Hamburg 1958.
  - neuaufgelegt als Stunde Null. Deutschland unter den Besatzungsmächten, Verlag Matthes & Seitz Berlin,  2004, ISBN 978-3-88221-809-1.
- Cancan und großer Zapfenstreich. Aus den Memoiren eines rheinischen Schlingels. Ullstein, Berlin 1961. Später veröffentlicht unter dem Titel Das schwarz-weiß-rote Himmelbett. Ullstein, Berlin 1963.
  - Vorlage zu dem Film Das schwarz-weiß-rote Himmelbett von 1962
- Onkel Tütü. Die Geschäfte eines seriösen Lebemannes. Ullstein, Berlin 1964.
- Das Reich des Piraten Avery. Freitag Verlag, Berlin 1982.

### Als Rudolf van Wehrt
- Die Deutschen kommen! 1914 vor Paris. Auf Grund zeitgenössischer Berichte, Ullstein, Berlin 1933.
- Tannenberg. Wie Hindenburg die Russen schlug. Ullstein, Berlin 1934.
- Morro Castle Die Sterbestunde eines Schiffes. Ullstein, Berlin 1935.
- Der König von Kakikakai. Eine abenteuerliche Geschichte aus der Südsee. Ullstein, Berlin 1936.
- Der Libellen-Krieg. Eine abenteuerliche Geschichte. Ullstein, Berlin 1936.
- Kreuzzug der Kinder. Die Geschichte eines Opferganges. Deutscher Verlag, Berlin 1938. (dänische Übersetzung als Børnekorstoget, Reitzel 1939)
- So kam es zum Kriege, 1940.
- Frankreich auf der Flucht. Ein Erlebnisbericht aus dramatischen Tagen. Stalling, Berlin 1941.
- Ein Wal – gespenstisch anzusehen! Ein utopischer Roman. Spiegel Verlag, Berlin 1943.
- Der Fall Hannack. In Hörzu, Nr. 48/1949 bis 7/1950.
- Mordakte Sengespeik. Tatsachenbericht. In: Hörzu, Nr. 19/1950 bis 31/1950.
- Der Graf von Monte Pharo. Eine abenteuerliche Begebenheit. In: Hörzu, Nr. 42/1950 bis 13/1951.
- Das Ei des Krubitzki. Die Geschichte eines Freibeuters der Medizin. In: Hörzu, Nr. 7/1962 bis 28/1962.
- Wer den Teufel an Bord nimmt… Die Geschichte eines rätselhaften Verbrechens auf See. Geschildert von Rudolf van Wehrt. In: Hörzu, Nr. 36/1962 bis 49/1962.
- Schon wieder eine Seele gerettettettettet. Die Geschichte der Heilsarmee und ihres Gründers. Geschildert von Rudolf van Wehrt. In: Hörzu,  Nr. 50/1962 bis 28/1963.

### Spielfilme
- Salon Dora Green, 1933.
- Und du mein Schatz fährst mit, 1937.
- Shiva und die Galgenblume, 1945.
- Das schwarz-weiß-rote Himmelbett, 1962.